# 티나를로

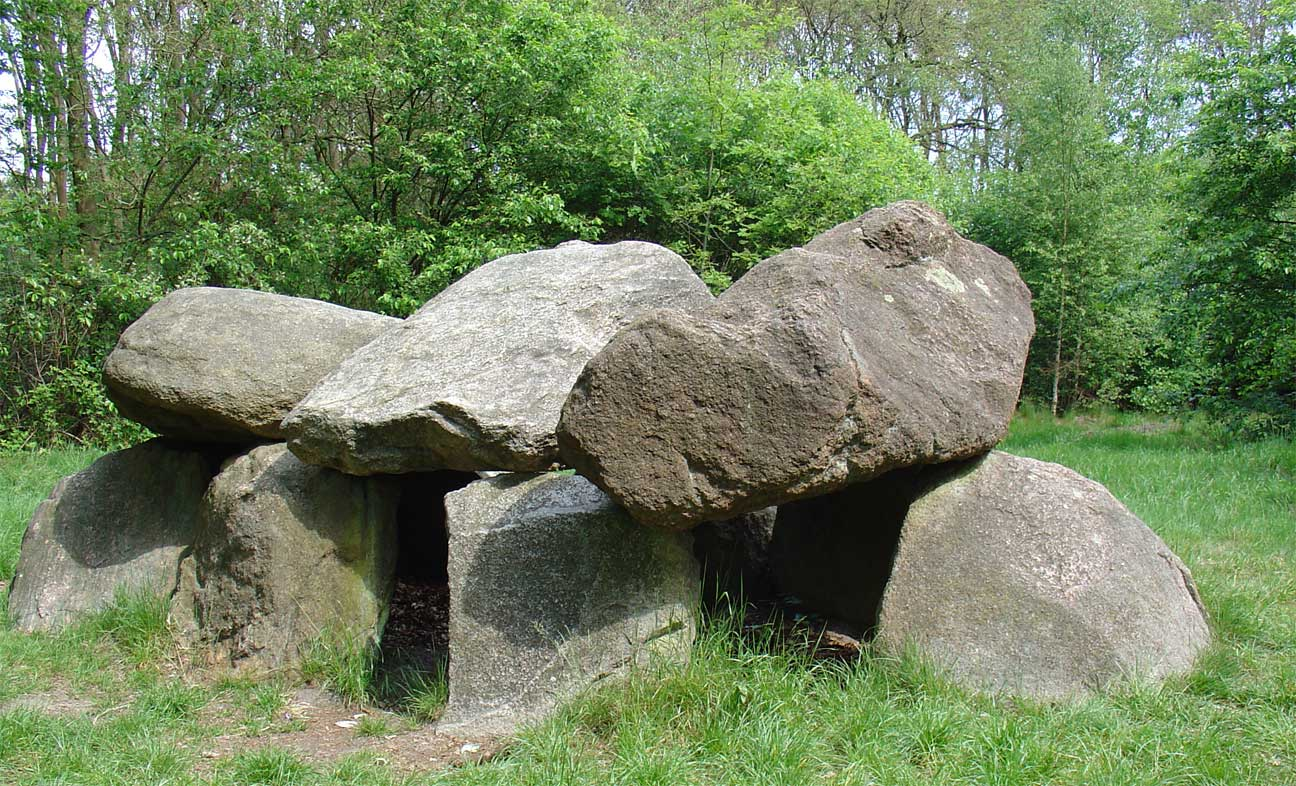
티나를로 고인돌 D6 유적

티나를로의 위치

티나를로(네덜란드어: Tynaarlo)는 네덜란드 북동부 드렌터주의 도시로 면적은 147.70km2, 높이는 6m, 인구는 32,543명(2017년 2월 기준), 인구 밀도는 227명/km2이다.
드렌터 주의 주도인 흐로닝언의 교외에 위치하며 아선에서 북쪽으로 약 9km 정도 떨어진 곳에 위치한다. 네덜란드 남부와 서부를 연결하는 A28 고속도로와 가까운 편이다.

시기
시 문장